# 台北府城隍廟
25°02′59″N 121°34′34″E / 25.049586°N 121.576215°E
台北府城隍廟，舊稱松山昭明廟，是位於臺灣臺北市松山區的城隍廟，主神為臺北府城隍，與臺灣省城隍廟都是源自臺北府縣城隍廟。

## 沿革

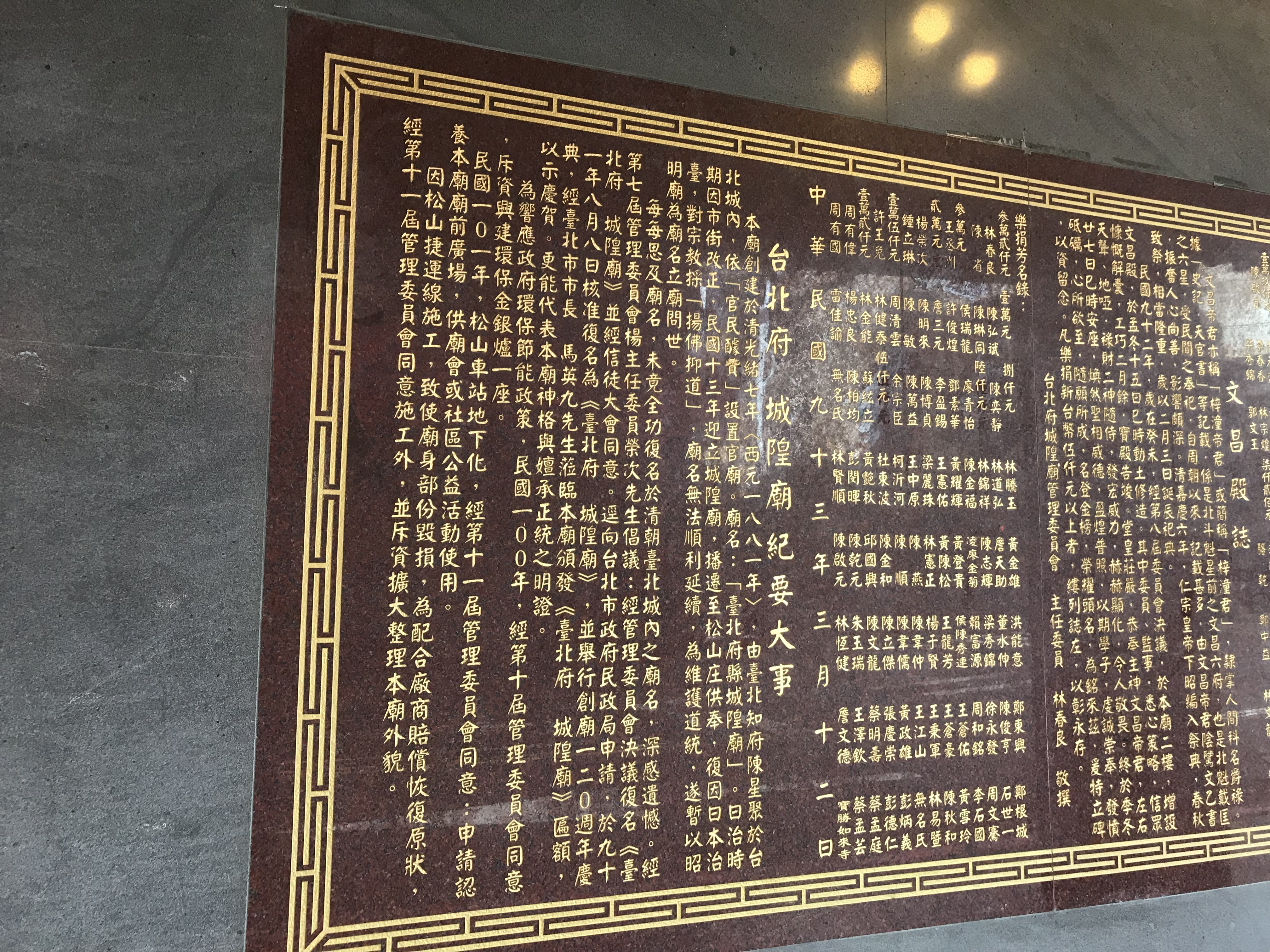
台北府城隍廟記要大事

光緒七年（1881年）臺北府知府陳星聚依據官民籌資創建官祀的臺北府縣城隍廟。當時供奉臺北府及淡水縣兩城隍，每到朔望，地方官吏必定到此廟參拜。後因市區改正遭拆除，廟內神像遷奉到松山霞海城隍廟、艋舺地藏庵。
大正十年（1921年）在今松山區虎林街3號建立新的城隍廟。廟名為避免「臺北府」之名與總督府混淆，所以名為「昭明廟」，直到2002年11月5日正名為「臺北府城隍廟」，由時任臺北市市長的馬英九出席並贈更名匾額。今近松山車站並與東星大樓隔鄰。松山線施工期間，達欣工程挖地基時造成廟身往虎林街方向傾斜，因此獲賠新臺幣九百萬。

## 祭祀
廟由正一派道士管理。逢農曆十月初一城隍爺聖誕，廟方會為信徒辦理丁龜會，以拜麵龜或是鳳片龜方式，祈求城隍爺賜福庇佑孩童平安長大，並分贈給其他會員，分享生男嬰的喜悅。
九二一大地震後，廟方為此地的慈祐里舉行超渡法會，其中八十七人為東星大樓地震罹難者、四名為設籍慈祐里而在草嶺風景區罹難。
2014年舉行30年以來首次的夜巡，祈禱松山線平安開通，由國民黨台北市長候選人連勝文出席並扶轎。
臺北府城隍廟於每年農曆正月初三起，每日上午九點至下午五點開始為信眾辦理祭解法事(遇法會祭典期間暫停舉辦，請於開始前三十分到廟登疏，中午十二點至下午一點休息)參與信眾帶著家人生辰八字等資料報名。廟方服務人員會為信眾填寫資料；並為信眾備妥小三牲：鴨蛋、豬肉和豆干；以及關限、麵線、金銀紙和福圓等供品，由道教正一派道長帶領信眾祭解。

## 道長介紹
台北府城隍廟主持道長李游坤，傳承自父親正一派基隆廣遠壇李松溪(1929-2018)道長，而李松溪的另名徒弟即政治大學中國文學系教授與道士李豐楙。
安奉光明燈、藥師燈、財利王燈、文昌燈、安太歲、福壽消災會、藏魂、祭解、補運、補財庫、祭五鬼、十關十煞、車關、超度、收驚、延壽祈福。

## 外部連結
- 官方网站
- 臺北府城隍廟的Facebook專頁